# IDLE

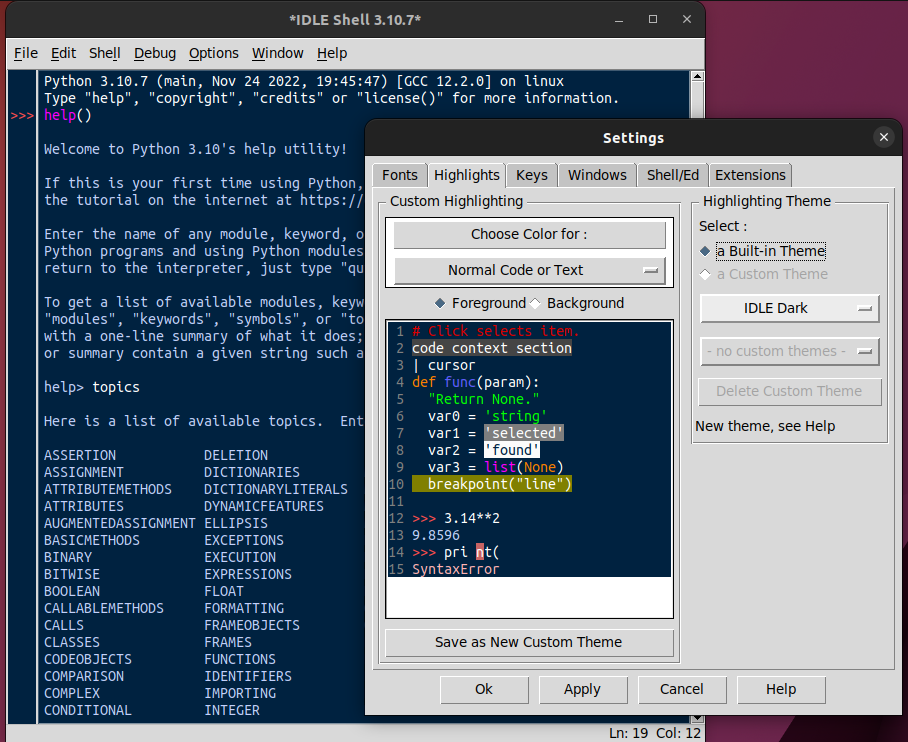

IDLE (Integrated Development and Learning Environment) é um ambiente de desenvolvimento integrado (IDE) para Python, que é fornecido com a línguagem desde a versão 2.3. É completamente escrito em Python usando o kit de interface gráfica Tkinter (funções de empacotamento para Tcl/Tk).
É uma IDE multiplataforma: Windows, Unix e, MacOS (compatível com algumas distribuições Linux). Ele não é incluso no pacote Python presente em muitas distribuições Linux. É possível instalar no Ubuntu/Kubuntu a partir do repositório usando o gerenciador de pagotes "apt-get install idle" (linha de comando).

## Características
Este ambiente de desenvolvimento (IDE) é integrado com a linguagem de programação Python desde a versão 2.3 (biblioteca padrão). E suas principais características são:
- Editor multi-janela, que destaca a sintaxe (Shell Python), faz autocomplemento e, indentação rápida (recuo inteligente);
- Pode ser usado para criar, modificar e executar scripts Python;
- Também executa uma única declaração;
- Depurador integrado com passo-a-passo, pontos de parada persistentes e, visibilidade de chamada de pilha.

O nome Python foi definido em homenagem ao grupo de comédia britânico Monty Python. O nome IDLE significa Integrated Development and Learning Environment (em português Ambiente Integrado de Desenvolvimento e Aprendizagem).

## IDLEX
O IDLEX é uma coleção de plugins/extensões (de terceiros) que fornecem funções adicionais ao IDLE, transformando uma IDE para desenvolvimento acadêmico, pesquisa científica e, programação exploratória. Esta coleção é executado com Python nas versões 2.6, 2.7 e, 3.x.
Esta coleção pode ser instalada a partir do repositório usando o gerenciador de extensões PyPi "pip install idlex" (linha de comando). É executada ao compilar o arquivo "idlex.py" usando o python.
Adiciona melhorias no editor IDLE como:
- Numeração de linhas no editor;
- Menu de contexto no botão direito do mouse (funções copiar, colar e cortar);
- Fução de localizar/substituir.

Adiciona melhorias para uso com python shell do IDLE (shell bash):
- Histórico de comandos entre diferentes sessões;
- Navegação no histórico usando teclas de direção (seta-pra-cima e seta-pra-baixo);
- Função de limpeza da tela do shell sem reiniciar a sessão.